# Junta de Colonização Interna
A Junta de Colonização Interna foi um organismo oficial, criado em 1936, dependente do Ministério da Agricultura, que tinha por missão colonizar os baldios, terrenos públicos e propriedades privadas beneficiárias de infra-estruturas hidráulicas e fomentar a actividade agrícola em Portugal continental e ultramarino.
Esta foi extinta em 1974, ao abrigo do Decreto-Lei n.º 539/74 de 12 de outubro.

## Criação
A Junta de Colonização Interna foi criada através do Decreto-Lei nº 27.207 de 16 novembro 1936, tendo como objetivos:
- gestão de terrenos da Junta Autónoma das Obras de Hidráulica e Agrícola;
- instalação de casais agrícolas (unidades habitacionais e de apoio à atividade agrícola do camponês, bem como apoio necessários aos colonos);
- reconhecimento e constituição de reserva sobre baldios estatais;
- aquisição de terrenos suscetíveis de colonização;
- fiscalização e auxílio em obras de colonização privadas;
- desenvolvimento de projetos e execução de obras de colonização;
- deliberação sobre concessão e exploração das glebas e casais agrícolas e reintegração dos capitais;
- desenvolvimento de estudos económicos, agrários e sociais, constituição caixas de crédito agrícola, postos agrários e restantes serviços complementares;
- distribuição e reorganização da população rural;
- melhoramentos nas instalações e propriedades rurais;
- estudo do aproveitamento de terrenos baldios estatais e particulares e desenvolvimento de planos de usufruição de terras;
- regulamentação do aproveitamento de baldios não reservados pelo Governo.

## Colónias agrícolas
Após o inventário dos baldios nacionais, foi determinado a exploração de baldios previamente reservados, tendo em conta as melhores potencialidades económicas, as áreas e aptidão dos terrenos, tipo de culturas, capacidade de mão-de-obra, etc. Foram, então, criadas 7 colónias agrícolas em Portugal Continental, 6 delas novas:
- Colónia Agrícola de Pegões, no Montijo;
- Colónia Agrícola de Milagres, em Leiria (criada em 1925);
- Colónia Agrícola da Gafanha da Nazaré, em Ílhavo;
- Colónia Agrícola de Martim Rei, no Sabugal;
- Colónia Agrícola da Boalhosa, em Paredes de Coura;
- Colónia Agrícola do Barroso, em Montalegre e Boticas;
- Colónia Agrícola do Alvão, em Vila Pouca de Aguiar.

### Colónia Agrícola de Pegões
É constituída por 3 casais: Núcleos de Faias, Figueiras e Pegões Velhos.

### Colónia agrícola do Barroso
Na região do Barroso, foi decidido dispersar os aldeamentos pelo território, ao invés de concentração numa única aldeia, tendo sido criados os seguintes núcleos:
- Concelho de Montalegre: Aldeia de Criande, Lugar do Vidoeiro, Aldeia Nova de Barroso, Lugar de São Mateus, Aldeia de Montalegre e Alto do Fontão;
- Concelho de Boticas: Pinhal Novo, na freguesia de Beça.

## Presidência da JCI
- Entre 1941 e 1948: José Garcez Pereira Caldas;
- 1955: Engenheiro Eugénio Castro Caldas;
- Entre 1959 e 1969: Engenheiro Vasco Rodrigues Pinho Leónidas.